# Terminalia capitulata
Terminalia capitulata är en tvåhjärtbladig växtart som beskrevs av Arthur Wallis Exell. Terminalia capitulata ingår i släktet Terminalia och familjen Combretaceae. Inga underarter finns listade i Catalogue of Life.